# Leonardo Ritzmann
Leonardo „Leo“ Ritzmann (* 28. Juli 1989 in Hinwil) ist ein Schweizer Popsänger mit brasilianischen Wurzeln. Bekannt wurde er als Mitglied der 2009 in der Fernsehsendung Popstars gecasteten Musikgruppe Some & Any, die sich 2010 auflöste.

## Privatleben
Leo Ritzmann sang mit sieben Jahren in einem Kinderchor und lernte kurz darauf Gitarre zu spielen. Der gebürtige Brasilianer machte eine Lehre als Detailhandelsfachmann. Nach seiner Zeit mit Some & Any habe er sich zum Piercer ausbilden lassen und führe einen Tattoo-Shop. Im Jahr 2012 outete sich Ritzmann in einem Interview beim Radio-Sender als bisexuell.

## Karriere
Ritzmann bewarb sich 2008 bei der Schweizer Castingshow MusicStar, wo er den sechsten Platz belegte. Anschließend wollte er eine eigene Platte aufnehmen, fand jedoch kein Label.
2009 nahm Ritzmann an der achten Staffel von Popstars teil, wo zum ersten Mal ein Duo (Motto: Du & Ich) gesucht wurde. Mit Vanessa Meisinger wurde er zum Sieger gekürt und gewann somit die Staffel. Unter dem Namen Some & Any, veröffentlichten Ritzmann und Meisinger ein Studioalbum, First Shot, welches die Top 50 der deutschen, österreichischen und schweizerischen Musikcharts erreichten. Die erste Single, Last Man Standing, erreichte die Top 20 in den offiziellen deutschen Musikcharts. Am 7. Juni 2010 wurde die Auflösung der Band bekanntgegeben.
2018 war er in der RTL-II-Sendung Chartbreaker zu sehen und schaffte es ins Finale.

## Diskografie

### EPs
- 2018: Softporn & Roses (als LEKKO)

### Singles

#### Als Solokünstler (alsLeo Ritzmann)
- 2013: Make Love Last
- 2013: Say Yes
- 2014: Favourite Drug
- 2014: Meant To Be

#### Als Solokünstler (alsLEKKO)
- 2018: Put Me In A Box
- 2020: Vierhundert

#### Gastbeiträge
- 2020: Wombolo (NazB feat. LEKKO)

## Belege
1. ↑  Das hat Leo Ritzmann nach seinem "Popstars"-Sieg gemacht! 19. Januar 2019, abgerufen am 25. Februar 2022.
2. ↑  Leo Ritzmann (Popstars) bisexuell Outing Interview «Planet 105». Abgerufen am 25. Februar 2022 (Schweizer Hochdeutsch).
3. ↑  Some & Any – laut.de – Band. Abgerufen am 25. Februar 2022.
4. ↑  Some & Any – laut.de – Band. Abgerufen am 25. Februar 2022.
5. ↑  "Popstars"-Band Some & Any feiert zehnjähriges Jubiläum! 11. Dezember 2019, abgerufen am 25. Februar 2022.
6. ↑  Some & Any – First Shot. Abgerufen am 25. Februar 2022.
7. ↑  Some & Any – Last Man Standing. Abgerufen am 25. Februar 2022.
8. ↑  Die letzten 15 Chartbreaker-Kandidaten (Video) – RTLZWEI. Abgerufen am 25. Februar 2022.

| Personendaten    | Personendaten                                     |
| ---------------- | ------------------------------------------------- |
| NAME             | Ritzmann, Leonardo                                |
| ALTERNATIVNAMEN  | Ritzmann, Leo (Spitzname); Matos, Leo             |
| KURZBESCHREIBUNG | schweizerischer Sänger brasilianischer Abstammung |
| GEBURTSDATUM     | 28. Juli 1989                                     |
| GEBURTSORT       | Hinwil                                            |